# Geistesblitz (Spiel)
Geistesblitz bzw. Geistes Blitz ist ein Karten- und Reaktionsspiel des luxemburgischen Spieleautors Jacques Zeimet, das im Jahr 2010 bei dem Verlag Zoch Spiele sowie international bei weiteren Verlagen erschien. 2011 wurde es auf die Empfehlungsliste der Jury zum Spiel des Jahres aufgenommen und für den Deutschen Lernspielpreis nominiert.

## Thema und Ausstattung
Geistesblitz ist ein Reaktionsspiel, bei dem die bis zu sechs Mitspieler möglichst schnell auf eine ausgelegte Karte reagieren und entsprechend einen Holzgegenstand vom Tisch nehmen müssen. Thematisch wird das Spiel in eine Gespenstergeschichte eingebettet, bei der ein Hausgeist mit seiner Kamera Fotos von Gegenständen und sich selber macht, wobei die Kamera jedoch die Farben der Gegenstände vertauscht.
Das Spielmaterial besteht neben einer Spielanleitung aus 60 Karten und fünf Holzfiguren (einem Geist, einer Flasche, einer Maus, einem Sessel und einem Buch).

## Spielweise
Zur Spielvorbereitung werden die fünf Holzfiguren in der Tischmitte bereitgelegt. Die Karten werden gemischt und kommen als verdeckter Ziehstapel ebenfalls in die Tischmitte.
Auf den Karten sind jeweils zwei Gegenstände bzw. der Geist in unterschiedlichen Farben abgebildet. Ein Spieler deckt von dem Kartenstapel jeweils die oberste Karte auf und die Mitspieler müssen nun möglichst schnell den Gegenstand schnappen, der in der richtigen, der Holzfigur entsprechenden, Farbe abgebildet ist. Wenn keines der Objekte korrekt dargestellt ist, müssen die Spieler den Gegenstand schnappen, der nicht abgebildet und dessen Farbe nicht gezeigt wird. Derjenige, der das Objekt zuerst genommen hat, bekommt die Karte und deckt die nächste Karte vom Stapel auf.
Als Variante kann eine Zusatzregel eingeführt werden, nach der immer dann, wenn ein Buch abgebildet ist, nicht geschnappt, sondern das gewünschte Objekt gerufen werden muss.
Immer, wenn ein Spieler eine falsche Figur genommen hat oder statt zu rufen geschnappt oder statt zu schnappen gerufen hat, muss er eine bereits gewonnene Karte wieder abgeben. Wenn der Kartenstapel aufgebraucht ist, endet das Spiel; gewonnen hat der Spieler mit den meisten gewonnenen Karten.

## Veröffentlichungen
Das Spiel Geistesblitz wurde von Jacques Zeimet auf der Basis des bereits 2004 von ihm bei Haba veröffentlichten Spiels Knapp daneben entwickelt und 2010 von Zoch Spiele zu den Internationalen Spieletagen in Essen als multilinguale Version auf Englisch, Französisch, Deutsch und Italienisch veröffentlicht. In den Folgejahren erschien es in zahlreichen weiteren Sprachen.
2012 erschien auf der Basis des Spiels die Fortführung als Geistesblitz 2.0 und 2013 das Spiel Geistesblitz 5 vor 12. 2015 erschien Geistesblitz: Spooky Doo in einer neuen Aufmachung in einer Blechdose in Geisterform und 2018 wurde mit Geistesblitz Junior eine Version des Spiels für Kinder ab 4 Jahren herausgebracht. 2017 gab es zudem ein Gratis Demo-Spiel von Geistesblitz, das nur aus Karten besteht.

## Belege
1. 1 2 3 4 5 6  Spielanleitung Geistesblitz, Zoch Spiele 2010.
2. ↑  Ghost Blitz (Geistesblitz), Versionen bei BoardGameGeek. Abgerufen am 6. November 2018.